# Republic XP-72
Republic XP-72 byl americký prototyp záchytného stíhacího letounu vzniklý vývojem z typu Republic P-47 Thunderbolt. Jednalo se o jednomotorový jednomístný dolnoplošník se zatahovacím podvozkem ostruhového typu.

## Vznik
V červnu 1943 zadalo americké armádní letectvo společnosti Republic stavbu dvou prototypů stíhacího letounu Republic XP-72, vycházející z letounu Republic P-47 Thunderbolt. Z P-47 si nový letoun ponechal základní řešení křídla, ocasních ploch i části trupu, avšak s potřebnými zdokonaleními v souvislosti se zvýšenou hmotností a očekávanými vyššími rychlostmi.
Hlavní změnou proti řadovému Thunderboltu byla instalace nové pohonné jednotky Pratt & Whitney R-4360-13, známé později pod obchodním názvem Wasp Major. Tento čtyřhvězdicový osmadvacetiválec dával výkon 2536 kW a byl ve své době nejvýkonnějším motorem připraveným k sériové výrobě a řadovému použití. XP-72 byl prvním stíhacím letounem s tímto motorem.
A. Kartveli zakapotoval motor velmi těsně, s úzkým vstupem vzduchu za vrtulovým kuželem a ventilátorem pro nucený oběh chladicího vzduchu. Turbokompresor pro tlakové plnění motoru byl zabudován do výstupku pod trup, s velkým vstupním otvorem vzduchu na úrovni náběžné hrany křídla. Hlavňovou výzbroj tvořila šestice kulometů ráže 12,7 mm, tedy slabší než běžný P-47. Kabinový kryt se již vyznačoval kapkovitým tvarem, zavedeným mezitím u P-47D od 25. výrobního bloku.

## Vývoj
Prototyp XP-72 byl dokončen ve Farmingdale 29. ledna 1944 a 2. února byl zalétán se čtyřlistou automatickou vrtulí.
Druhý prototyp, dokončený 26. června téhož roku, byl vybaven protiběžnými třílistými vrtulemi Aero Products, které eliminovaly reakční a gyroskopický efekt.
Místo půlpalcových kulometů Browning se u XP-72 laborovalo s alternativní výzbrojí čtyř kanónů ráže 37 mm. Křídlové závěsníky mohly nést dvě pumy po 454 kg. Z důvodu dosahovaných vysokých rychlostí byly prototypy vybaveny zvláštními brzdicími klapkami, které se automaticky vysunovaly při projevu rázové vlny.
Příprava stokusové sériové výroby se natolik protahovala, že USAAF ztratilo o XP-72 zájem. Dalším důvodem byl úspěšný vývoj kvalitativně lepšího proudového letounu Lockheed P-80 Shooting Star.

## Specifikace (XP-72)

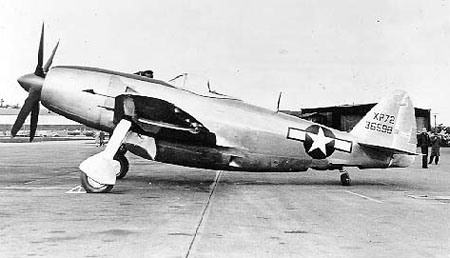
První prototyp Republic XP-72

Údaje dle

### Technické údaje
- Posádka: 1 (pilot)
- Rozpětí: 12,48 m
- Délka: 11,16 m
- Výška: 4,88 m
- Nosná plocha: 27,90 m²
- Hmotnost prázdného letounu: 5210 kg
- Maximální vzletová hmotnost: 7940 kg
- Pohonná jednotka: 1 × čtyřhvězdicový motor Pratt & Whitney R-4360-13 o výkonu 3 500 hp (2 600 kW)

### Výkony
- Maximální rychlost v hladině 6725 m: 788 km/h
- Cestovní rychlost: 480 km/h
- Přistávací rychlost: 167 km/h
- Stoupavost u země: 26,8 m/s
- Dostup: 12 800 m
- Maximální dolet s dvojicí přídavných nádrží: 2460 km

### Výzbroj
- 6 × kulomet M2 Browning ráže 12,7 mm